# ADSE
O Instituto de Proteção e Assistência na Doença (ADSE) é um organismo público autónomo português da Administração do Estado com dupla tutela nos Ministério da Presidência e Ministério das Finanças de Portugal, que dispõe de personalidade jurídica para o cumprimento dos seus fins: administrar os benefícios na componente da assistência sanitária dos funcionários e aposentados do Estado. A sua função consiste em gerir, juntamente com a Segurança Social, a Caixa Geral de Aposentações, os Serviços Sociais da Administração Pública e os Serviços Sociais próprios das administrações regionais, locais e organismos autónomos, o Regime Especial da Segurança Social dos Funcionários Públicos.
| Instituições mútuas dos Regimes Especiais de Segurança Social | Instituições mútuas dos Regimes Especiais de Segurança Social | Instituições mútuas dos Regimes Especiais de Segurança Social | Assistência                                        | Assistência                                                           | Previdência                                        | Previdência                                        |
| Instituições mútuas dos Regimes Especiais de Segurança Social | Instituições mútuas dos Regimes Especiais de Segurança Social | Instituições mútuas dos Regimes Especiais de Segurança Social | Sanitária                                          | Social                                                                | Admissões a partir de 1 de janeiro de 2006         | Admissões até 31 de dezembro de 2005               |
| ------------------------------------------------------------- | ------------------------------------------------------------- | ------------------------------------------------------------- | -------------------------------------------------- | --------------------------------------------------------------------- | -------------------------------------------------- | -------------------------------------------------- |
| Administrações Públicas                                       | Administração geral do Estado                                 | Administração geral do Estado                                 | ADSE                                               | Serviços Sociais da Administração Pública                             | Segurança Social                                   | Caixa Geral de Aposentações                        |
| Administrações Públicas                                       | Administrações regionais, locais e organismos autónomos       | Administrações regionais, locais e organismos autónomos       | ADSE                                               | Serviços Sociais próprios da competência de cada órgão administrativo | Segurança Social                                   | Caixa Geral de Aposentações                        |
| Administrações Públicas                                       | Forças Armadas                                                | Exército, Marinha e Força Aérea                               | ADM gerida pelo IASFA                              | IASFA                                                                 | Segurança Social                                   | Caixa Geral de Aposentações                        |
| Administrações Públicas                                       | Forças Armadas                                                | GNR                                                           | SAD da GNR                                         | Serviços Sociais da GNR                                               | Segurança Social                                   | Caixa Geral de Aposentações                        |
| Administrações Públicas                                       | PSP                                                           | PSP                                                           | SAD da PSP                                         | Serviços Sociais da PSP                                               | Segurança Social                                   | Caixa Geral de Aposentações                        |
| Profissionais liberais                                        | Advogados e Solicitadores                                     | Advogados e Solicitadores                                     | Caixa de Previdência dos Advogados e Solicitadores | Caixa de Previdência dos Advogados e Solicitadores                    | Caixa de Previdência dos Advogados e Solicitadores | Caixa de Previdência dos Advogados e Solicitadores |

## Âmbito
ADSE é o órgão público da Administração do Estado português que administra os benefícios na componente da assistência sanitária dos funcionários e aposentados do Estado em Portugal: saúde, acidentes de trabalho, ajudas a filhos, etc. É, portanto, um Regime Especial, e de natureza mútua, distinto do Regime Geral da Segurança Social Portuguesa, ao qual a maioria dos cidadãos está vinculada.
Por outro lado, os benefícios na componente da assistência social dos funcionários e aposentados do Estado são assegurados, respetivamente, pelos:
- Serviços Sociais da Administração Pública: no caso da Administração geral do Estado;[10][6][7]
- Serviços Sociais próprios da competência de cada órgão administrativo: nos restantes casos das administrações regionais, locais e organismos autónomos.

Quanto aos benefícios na componente da previdência dos aposentados do Estado são assegurados, respetivamente, pelas:
- uma caixa de previdência própria, a Caixa Geral de Aposentações: no caso dos subscritores admitidos até 31 de dezembro de 2005;[11]
- Segurança Social: no caso dos subscritores admitidos após 1 de janeiro de 2006, data de entrada em vigor da Lei n.º 60/2005, que procede à convergência do regime de proteção social da função pública com o regime geral da segurança social no que respeita às condições de aposentação.[8]

## História
Os fundamentos da sua criação foram estabelecidos no Decreto-Lei n.º 45002, de 27 de abril de 1963, que criou a Assistência na Doença aos Servidores Civis do Estado (A.D.S.E.), um serviço administrativo autónomo na dependência direta do Ministério das Finanças.
De acordo com o texto do preâmbulo, fica claro que este Decreto-Lei que conduziu à sua criação em 1963 teve como objetivo ultrapassar uma situação de desproteção dos funcionários públicos em relação ao demais trabalhadores das empresas privadas a qual se vinha a fazer sentir desde a aprovação da Lei n.º 1884, de 16 de março de 1935: "Pode dizer-se que a previdência social, e com ela o seguro-doença, introduzidos pelo Estatuto do Trabalho Nacional e cujos princípios tiveram a sua primeira estruturação na Lei n.º 1884, de 16 de Março de 1935, deixaram em atraso o próprio Estado, pelo que respeita à situação dos seus servidores nas eventualidades da doença. Com efeito, os trabalhadores das empresas privadas passaram a usufruir um esquema de benefícios muito mais amplo do que o concedido aqueles que constituem o vasto número de servidores do Estado; além de que, desde a publicação da lei citada, se criaram múltiplas organizações de assistência e se estimularam as entidades patronais, e os grupos profissionais ou de interesses comuns, à acção social protectora dos trabalhadores e das suas famílias".
Progressivamente estes pressupostos foram aprofundados, especialmente, pelo Decreto-Lei n.º 476/80, de 15 de outubro, que a transforma na Direção-Geral de Proteção Social aos Funcionários e Agentes da Administração Pública, mantendo, todavia, a sua sigla original ADSE, e passando a depender do novo Ministério das Finanças e do Plano. Tal Decreto-Lei atribui-lhe, no âmbito dos princípios informadores dos sistemas de segurança social, um estatuto de coordenador de todos os benefícios oferecidos até à data na área dos cuidados de saúde e encargos de família.
Antes destas disposições, o panorama mutualista dos funcionários públicos portugueses era variado e inseguro, com um conjunto de diversas sociedades mútuas, que não cobriam os benefícios de todos os funcionários.
ADSE não é o único Regime Especial que existe na administração portuguesa. De fato, para além dela, existem atualmente organismos públicos somente de benefícios sociais – como os Serviços Sociais da Administração Pública, o IASFA, os Serviços Sociais da GNR e os Serviços Sociais da PSP –, organismos públicos somente de benefícios sanitários – como a ADM, o SAD-GNR e o SAD-PSP –, um organismo público de previdência próprio – a Caixa Geral de Aposentações –, e sistemas de segurança social de titularidade privada, autónomos e obrigatórios com vertente tanto de previdência como de benefícios sociais e sanitários – nomeadamente, a Caixa de Previdência dos Advogados e Solicitadores.
Em 2015, mediante o Decreto-Lei n.º 152/2015, de 7 de agosto, passou de dependente organicamente do Ministério das Finanças para o Ministério da Saúde.
Em 2016, é publicado o Despacho n.º 3177-A/2016, que cria a Comissão de Reforma do modelo de Assistência na Doença aos Servidores do Estado.
Em 2017, na sequência da publicação das conclusões da Comissão de Reforma, e após a entrada em vigor do Decreto-Lei n.º 7/2017, de 9 de janeiro, começa a depender simultaneamente dos Ministério das Finanças e Ministério da Saúde. Com este documento, a Direção-Geral transforma-se em Instituto de Proteção e Assistência na Doença, I. P. (mantendo a sigla original ADSE), dotado de autonomia administrativa e financeira e património próprio, e adota um novo modelo de gestão participada.
Em 2019, mediante o Decreto-Lei n.º 169-B/2019, mantém a dupla tutela, passando a depender do Ministério das Finanças e do novo Ministério da Modernização do Estado e da Administração Pública.

## Funções
A ADSE, I. P., tem por missão assegurar a proteção aos seus beneficiários nos domínios da promoção da saúde, prevenção da doença, tratamento e reabilitação.
A ADSE, I. P., prossegue as seguintes atribuições:
- Organizar, implementar, gerir e controlar o sistema de benefícios de saúde dos seus beneficiários;
- Celebrar os acordos, convenções, contratos e protocolos que interessem ao desempenho da sua missão e acompanhar o cumprimento dos mesmos;
- Administrar as receitas no respeito pelo princípio da boa administração;
- Desenvolver e implementar mecanismos de controlo inerentes à atribuição de benefícios;
- Aplicar aos beneficiários as sanções previstas na lei quando se detectem infrações às normas e regulamentos da ADSE, I.P.;
- Proceder à gestão dos benefícios a aplicar no domínio da proteção social dos seus beneficiários;
- Desenvolver e implementar mecanismos de combate à fraude.

## Congéneres internacionais da ADSE
A nível internacional, existem organismos congéneres da ADSE de proteção da saúde dos funcionários públicos noutros países, de cobertura universal e que partilham caraterísticas com o subsistema português.

### Espanha
No que respeita aos funcionários públicos em Espanha existem três mutualidades públicas distintas no âmbito da função pública.
- MUFACE (Mutualidad General de Funcionarios Civiles del Estado), que consiste na mutualidade geral dos funcionários civis do Estado[21]
- MUGEJU (Mutualidad General Judicial), que corresponde à mutualidade geral da administração judicial[22]
- ISFAS (Instituto Social de Las Fuerzas Armadas), que é constituído pela mutualidade dos militares das Forças Armadas, equivalente ao IASFA com a ADM em Portugal.[23]

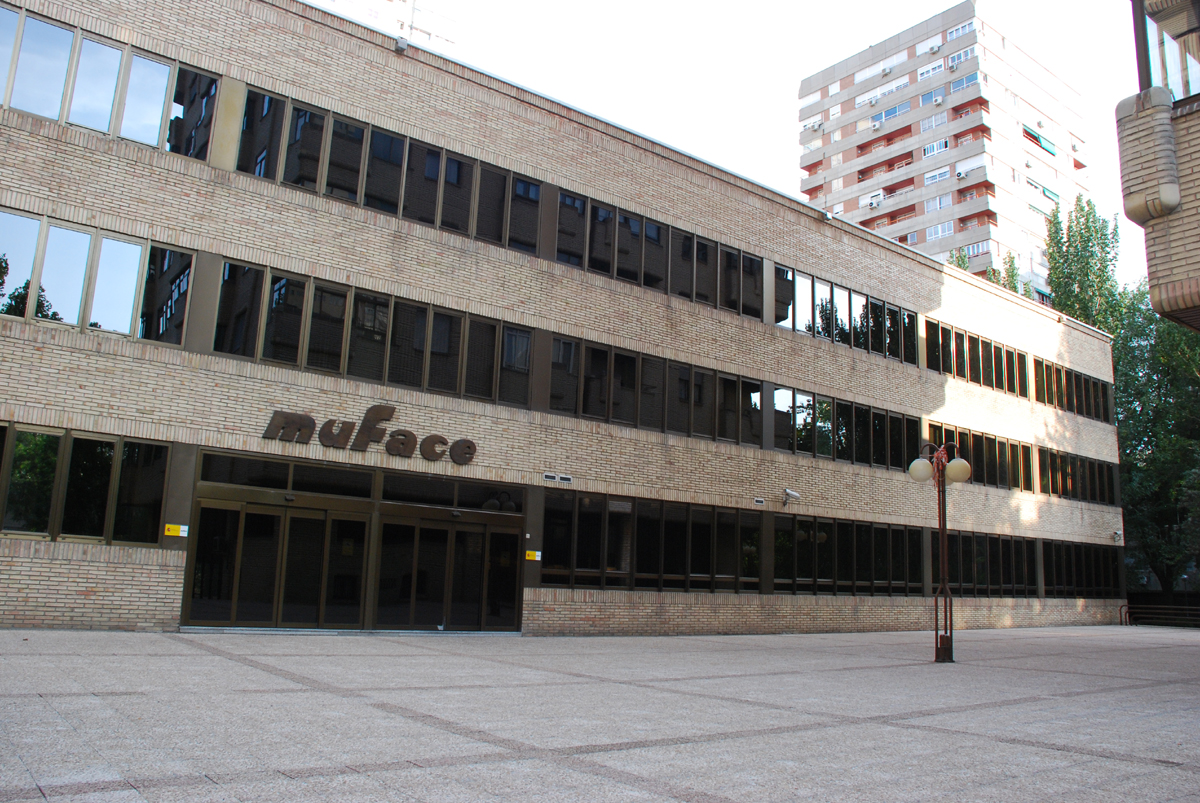
Sede da congénere MUFACE, uma das mutualidades públicas para os funcionários públicos em Madrid, Espanha.

Em Espanha as mutualidades públicas são fortemente dependentes do Estado, no que respeita à fonte de financiamento. No que respeita, em particular, ao seu estatuto jurídico, as mutualidades são organismos públicos com personalidade jurídica própria que dispõem de autonomia administrativa, financeira e patrimonial. Em Espanha os funcionários do Estado estão abrangidos por estes sistemas das mutualidades de adesão obrigatória assente no mutualismo administrativo, geridos pela MUFACE, MUGEJU e ISFAS. No caso da MUFACE é um sistema público de seguro em que o beneficiário tem de escolher uma entidade de saúde a quem vai atribuir os seus descontos mensais, pelo que anualmente pode optar por um Sistema Público de Saúde da região onde reside, ou por um Sistema Privado de Saúde através de Entidades Concertadas (seguradoras, cooperativas de médicos) que obtiveram uma concessão da MUFACE por concurso público para um prazo específico, sendo que em ambos é garantida a prestação da carteira de serviços do Sistema Nacional de Saúde de Espanha.
Por comparação com a ADSE, este é um sistema especial de proteção social e não apenas um subsistema público de saúde, apresentando um esquema de benefícios mais amplo, que inclui mecanismos de proteção social. As mutualidades públicas em Espanha asseguram as seguintes prestações: (i) assistência de saúde; (ii) subsídios por incapacidade temporária e de risco durante a gravidez; (iii) prestações por incapacidade total e permanente; (iv) prestação para remuneração de pessoa encarregada pela assistência de alguém em situação de invalidez; (v) indemnização por lesões, mutilações ou deformidades causadas por doença profissional ou por ato decorrente de tal atividade profissional ou como consequência da mesma; (vi) serviços sociais; (vii) assistência social, (viii) prestações familiares para filho inválido a cargo; e (ix) ajudas económicas em casos de partos múltiplos.

### Canadá
No Canadá o subsistema dos funcionários públicos é optativo e dele podem beneficiar os funcionários e aposentados abrangidos pelo Public Service Labour Relations Act, assim como cônjuges e crianças dependentes do titular ou cônjuge. O subsistema dos funcionários públicos do Canadá caracteriza-se pela oferta de planos de saúde concessionados, por concurso, pelo Governo do Canadá a entidades seguradoras por um determinado prazo, de entre os quais se destacam os seguintes.
- Public Service Health Care Plan (PSHCP), que é o plano de saúde facultativo para os funcionários públicos e aposentados federais e seus dependentes, destinado a complementar o seu plano de saúde provincial ou territorial.[27]

- Public Service Dental Care Plan (PSDCP), que é o plano obrigatório de serviços dentários para os funcionários públicos federais e seus dependentes elegíveis.[28]
- Pensioners’ Dental Services Plan (PDSP), que é o plano facultativo de serviços dentários para os aposentados do serviço público federal e seus dependentes elegíveis.[29]

Estes planos de saúde são financiados pelo Governo do Canadá, ou seja, o governo, enquanto entidade empregadora, suporta todos os custos dos benefícios dos funcionários públicos com cuidados de saúde alargados ou com o nível I de benefícios hospitalares. Os funcionários públicos canadianos que escolhem benefícios de níveis diferenciados, ou seja, de nível II e de nível III, suportam um complemento mensal, podendo optar por uma cobertura individual ou familiar. A classe dos dirigentes do Governo do Canadá tem uma cobertura familiar de nível III, suportada pela entidade empregadora pública. Quanto aos reembolsos, existe uma franquia por pessoa ou por família em cada ano civil. Após este montante, são reembolsados, geralmente, 80% das despesas, sendo certo que, em determinados produtos e serviços, existe um montante máximo de despesas elegíveis.

## Cronologia
1963
Foi criada a Assistência na Doença aos Servidores Civis do Estado (ADSE), como um esquema de proteção na doença aos servidores civis do Estado, sob a tutela do Ministério das Finanças. 
1979
Foi estabelecido o desconto de 0,5% para os beneficiários titulares no ativo.
1980
Transformação da ADSE em Direcção-Geral de Protecção Social aos Funcionários e Agentes da Administração Pública.  
1981
Foi estabelecido o desconto de 1% para os beneficiários titulares no ativo.
1983
Foi estabelecido o funcionamento e o esquema de benefícios da ADSE.
1985
Foi permitida a inscrição dos docentes do ensino superior, privado e cooperativo, desde que inscritos na CGA e com contrato a tempo inteiro.
1988
Foi permitida a inscrição dos docentes do ensino não superior, privado e cooperativo, desde que inscritos na CGA.  
Foi alargada a atividade da ADSE à verificação da doença dos funcionários e agentes da Administração Pública, através da realização de juntas médicas e verificação domiciliária da doença na zona de Lisboa.
2004
Foram publicadas as Tabelas de Regime Livre.
2006
Tornou-se facultativa a inscrição e a possibilidade de renúncia à inscrição, para trabalhadores que iniciaram funções a partir de 1 de janeiro de 2006.
Os beneficiários titulares da ADSE passaram a ter o direito de opção pela inscrição em outro subsistema de saúde público.
2007
A taxa de desconto passa para 1,5% para os beneficiários titulares no ativo e 1% para os aposentados e reformados cuja pensão seja superior a 1,5 * RMMG (valor que será atualizado anualmente até perfazer 1,5%). 
Os descontos passam a constituir receita própria da ADSE.  
2008
Foi adotado um novo logótipo.
2009
Foi alargado o universo de beneficiários a todos os trabalhadores com funções públicas, bem como a descendentes maiores até aos 26 anos desde que estudantes.
2010
Foi concedida a possibilidade de renúncia à inscrição a todos os beneficiários.
2011
Alteração da designação da ADSE em Direcção-Geral de Protecção Social aos Trabalhadores em Funções Públicas.
2012
Encargos de saúde dos beneficiários em estabelecimentos do SNS deixam de ser suportados pela ADSE. 
A taxa de desconto passa para 1,5% para todos os beneficiários titulares aposentados, ficando isentos os beneficiários que da aplicação desta percentagem resultar pensão de valor inferior ao RMMG.  
2013
A taxa de desconto passa para 2,25% para todos os beneficiários titulares no ativo e para os aposentados e reformados cuja reforma seja superior ao valor da RMMG. 
Foi estabelecido o decréscimo das contribuições da entidade empregadora para 1,25%.  
2014
A taxa de desconto passa para 2,5% e posteriormente para 3,5% para todos os beneficiários titulares no ativo e para os aposentados e reformados cuja reforma seja superior ao valor da RMMG.
Alargamento do universo de beneficiários aos que optem por manter a sua inscrição após cessação da relação jurídica de emprego público por tempo indeterminado.
2015
Os encargos com medicamentos em farmácia comunitária passam a ser assumidos pelo SNS.
Transferência da dependência do Ministério das Finanças para o Ministério da Saúde.
2016
Foi criada a Comissão de Reforma do modelo da ADSE.
2017
Transformação da ADSE em Instituto de Proteção e Assistência na Doença, I. P. (ADSE, I. P.), sob tutela conjunta do Ministério das Finanças e do Ministério da Saúde.
2018
Em 2018, o subsistema de saúde abrange 1,2 milhões de pessoas, entre os funcionários públicos, que descontam 3,5% do seu salário para o subsistema, os seus filhos menores ou até aos 25 anos se permanecerem a estudar, e os aposentados da Função Pública.
2019
A ADSE, I. P. passou a estar sob a tutela do Ministério da Modernização do Estado e da Administração Pública e do Ministério das Finanças. Esta alteração decorre da Lei Orgânica do regime da organização e funcionamento do XXII Governo Constitucional.